# Asunto Haijby
El asunto Haijby (Haijbyaffären) fue un escándalo político de Suecia en los años 1950, que terminó con el procesamiento por chantaje y condena a prisión de Kurt Haijby, un delincuente de poca monta que declaró haber tenido una relación homosexual secreta con el rey Gustavo V de Suecia en la década de 1930.

## Precedentes

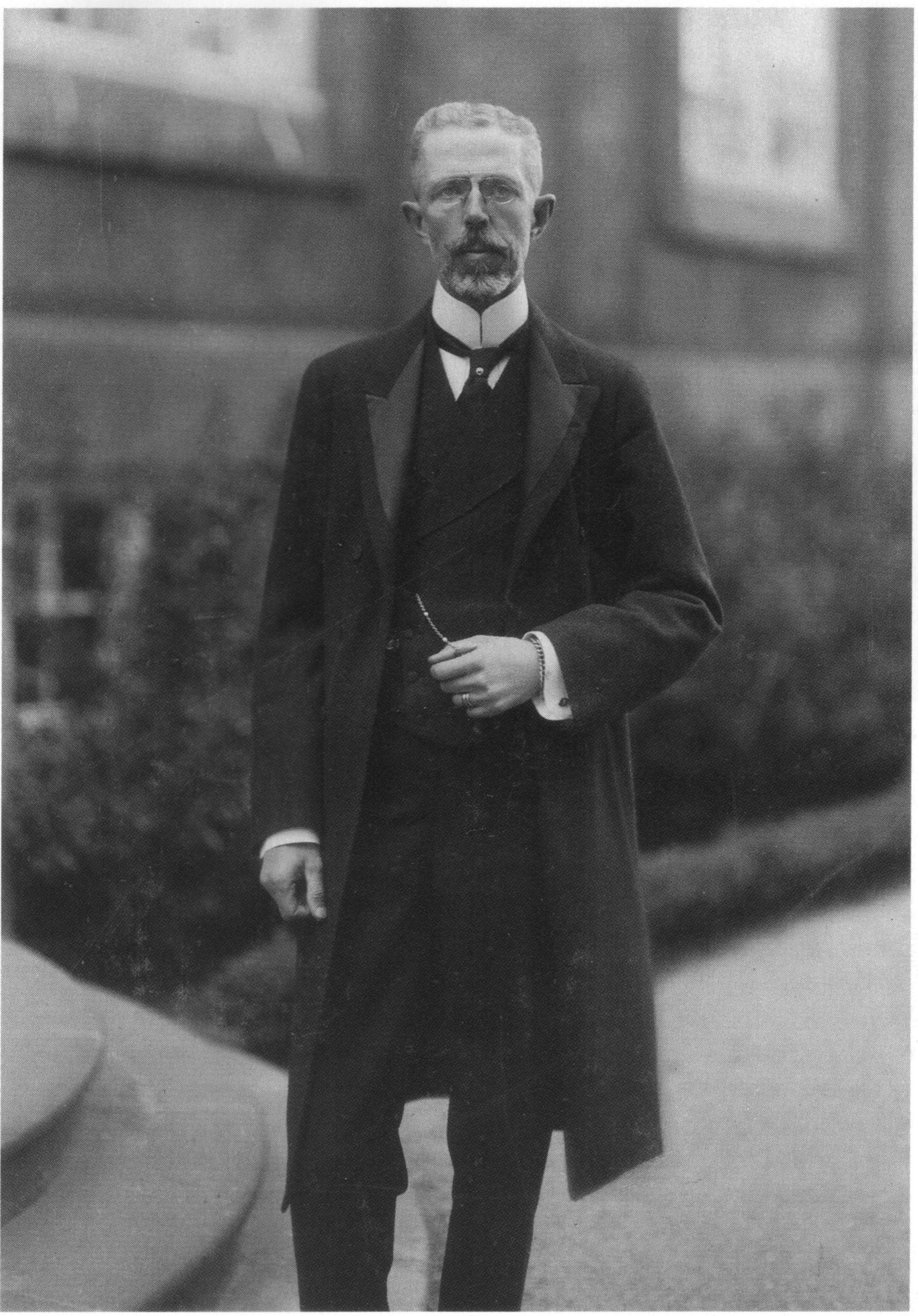
Imagen de Gustavo V en torno a 1916.

Haijby nació en 1897 con el nombre de Kurt Johansson. Conoció al rey Gustavo V en 1912 cuando él y otro boy scout fueron recibidos en audiencia. Cuando Johansson creció, se convirtió en delincuente y fue condenado varias veces por robo y fraude. Intentando escapar de prisión mató a un policía de un disparo y fue condenado por homicidio involuntario. Al salir de la cárcel cambió su nombre e intentó abrir un restaurante. Como era un ex-convicto, no podía obtener la licencia de venta de alcohol. Entonces Haijby solicitó y obtuvo una segunda audiencia con el rey en 1932 para presentar su caso y supuestamente Gustavo V lo sedujo.
La mujer de Haiby, Anna Haijby, cuando se enteró de esta relación pidió el divorcio, citando la relación sexual de su marido con el rey como causa del divorcio. Temiendo que esto trascendiera, los funcionarios del tribunal convencieron a la pareja para que presentaran una demanda de divorcio amistosa, sin alegar motivos de culpabilidad. Tras esto, se alentó a Haijby para que emigrase a Estados Unidos para empezar una nueva vida, donde recibiría 3000 coronas suecas de la corona. Pero cuando llegó a los Estados Unidos no recibió ningún dinero, por lo que tuvo que regresar a Suecia y, desempleado y sin dinero, pidió ayuda al rey.
Durante varios años se invirtió dinero de las arcas reales para financiar diversas empresas fallidas que intentó Haijby. No hay pruebas de que se produjera un chantaje explícito, pero era evidente que la casa real intentaba comprar su silencio. En total Haijby recibió 170 000 coronas de los fondos de la corona y quizás más del dinero privado del rey. Haijby afirmó posteriormente que fue el amante del rey entre los años 1936 y 1947.
En 1938 Haijby fue arrestado por abuso de menores y se le puso bajo custodia en el hospital mental de Beckomberga, por presión política del gobernador de Estocolmo, Torsten Nothin. El psiquiatra a cargo del hospital no creía que Haijby necesitara cuidado psiquiátrico y posteriormente le liberó. El caso de abuso sexual de menores nunca se presentó ante los tribunales.
En 1938 Haijby fue obligado a emigrar a la Alemania bajo el régimen nazi. Allí fue arrestado por la Gestapo, probablemente para recabar información de la Corona sueca. Se presentaron cargos contra él por contactos homosexuales con un chico joven y se le sentenció a prisión, pero se evadió a Suecia antes de cumplir su sentencia. Se reunió con su exmujer, que le dio una cantidad de dinero por medio de un oficial de policía, que él creyó que venía de la corona.
En 1949 publicó una novela en clave en la que contaba su historia con nombres supuestos. La primera edición completa fue comprada por la corona y destruida, aunque fue realmente su exmujer la que figuró como compradora. Pero esta maniobra sirvió solo para retrasar el escándalo, porque más tarde se publicaron nuevas ediciones que fueron distribuidas en 1952 y 1979.
Por presión política se volvió a ingresar en un hospital mental a Haijby, pero nunca llegó a estar recluido. Solamente tuvo que dejar allí su abrigo y su sombrero como prueba de residencia.
Mientras tanto se desató otro escándalo, el escándalo Kejne, que tuvo por protagonista al periodista Vilhelm Moberg , que provocó una caza de brujas entre los políticos suecos por supuestas conspiraciones homosexuales.

## El escándalo
Todo el asunto salió a la luz pública cuando Haijby denunció su retención forzosa en el sanatorio mental de Beckomberga ante el fiscal general de Suecia. Estos documentos fueron inmediatamente archivados y clasificados, pero se filtraron de la oficina del fiscal a Vilhelm Moberg, que los hizo públicos. Las acciones de los funcionarios por evitar la reclamación provocaron un agrio debate en el parlamento y los medios de comunicación. Como reacción, los tribunales imputaron a Haijby por chantaje.
En 1952, tras una parodia de juicio, se sentenció a Haijby a ocho años de trabajos forzados, que se redujeron a seis en la apelación de 1953.
Haijby denunció el tratamiento que recibió del ministro de justicia sueco. Los resultados de las investigaciones, que estuvieron clasificadas hasta 1981, absolvían al monarca de las maniobras que se produjeron. No hay nada que apoye las afirmaciones de Haijby de haber sido seducido por el rey cuando era un niño, pero el hecho de que la corona pagara una suma de dinero tan grande demuestra que la relación en los años 30 era cierta. Además, se sabe que el rey era homosexual, ya que en sus últimos años no se molestó en ocultarlo.
Haijby se suicidó en 1965.